# Bigamistka
Bigamistka (jid. Zajn wajbs man) – polski film fabularny z 1913 roku w języku jidysz, oparty na utworze Bigamistka Majzela.

## Obsada
- Wiera Zasławska – jako Roza, żona Baskima
- Misza Fiszzon – jako Józef Gutman, kochanek Rozy
- Izrael Arko
- Ajzyk Samberg
- Helena Gotlib
- Ida Kamińska